# Fulica cristata
Fulica cristata là một loài chim trong họ Rallidae.

## Hình ảnh

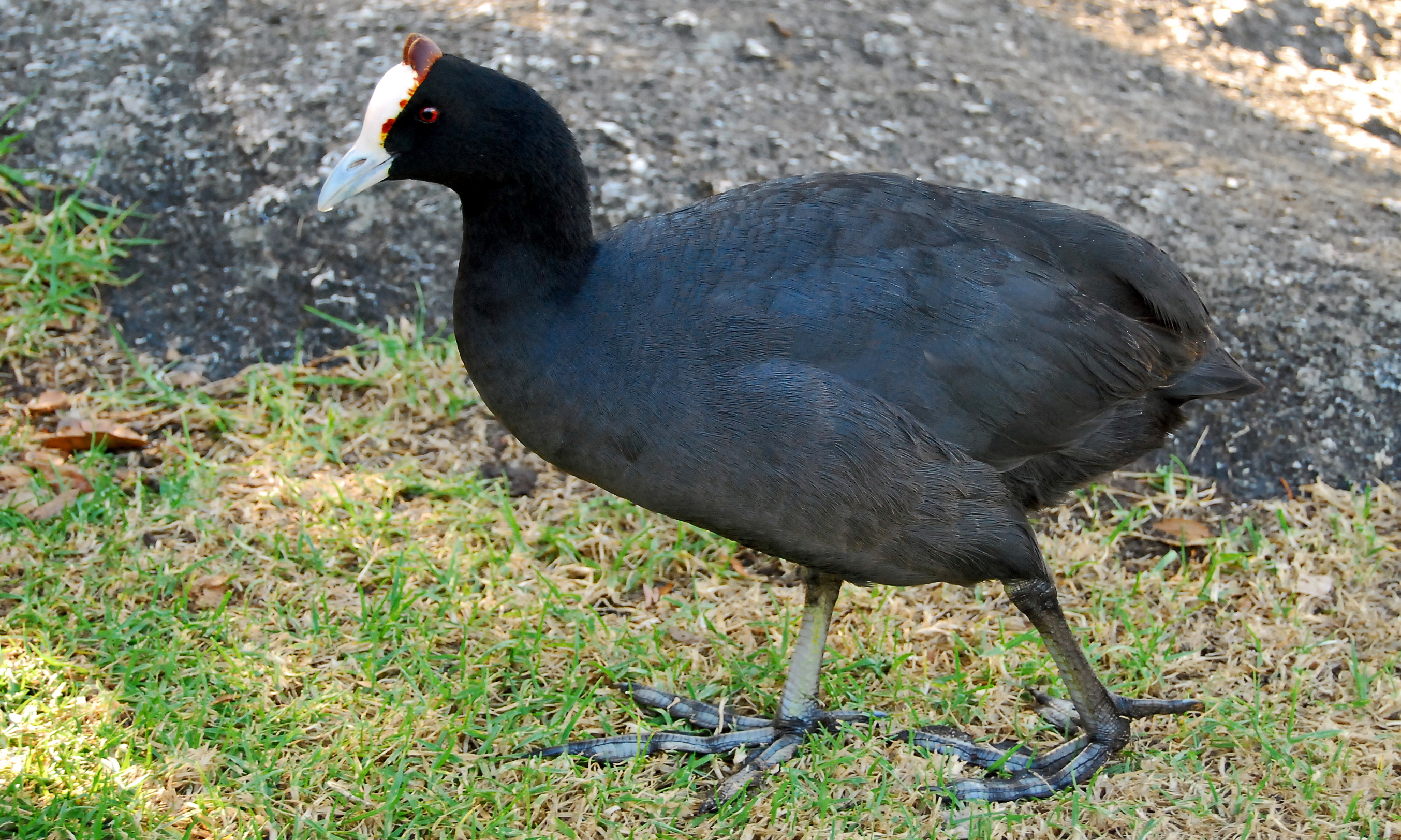
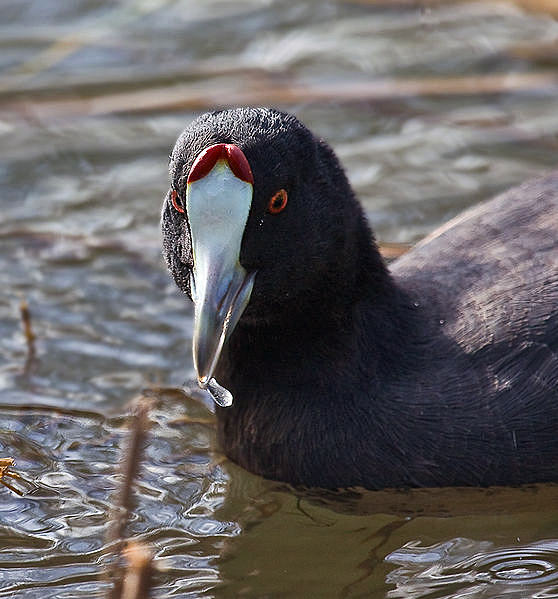
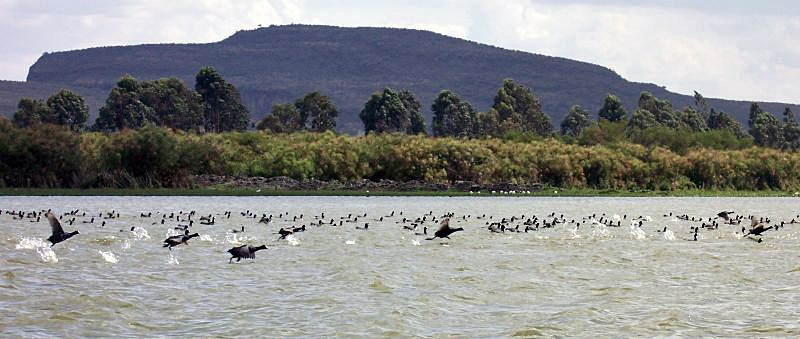
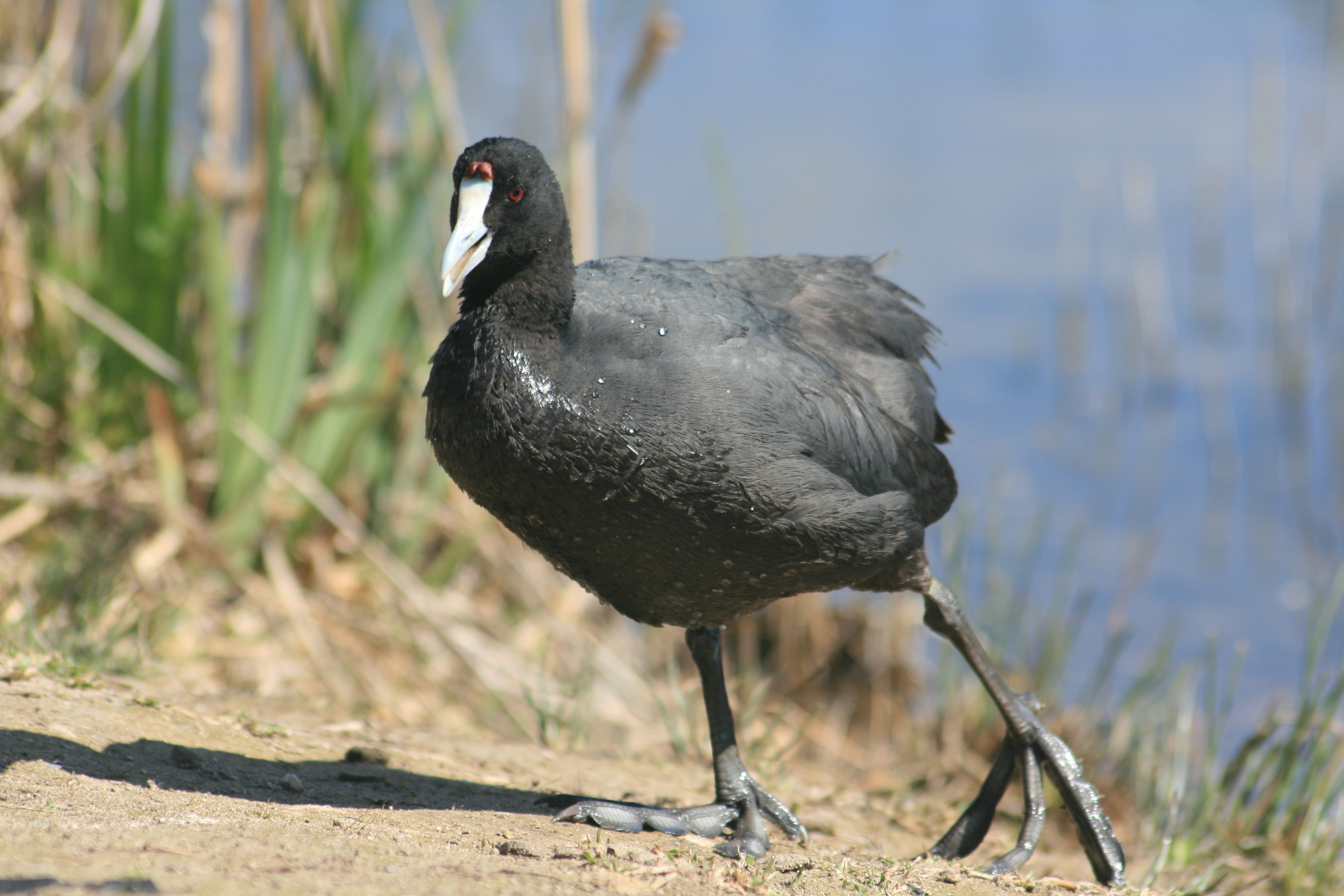
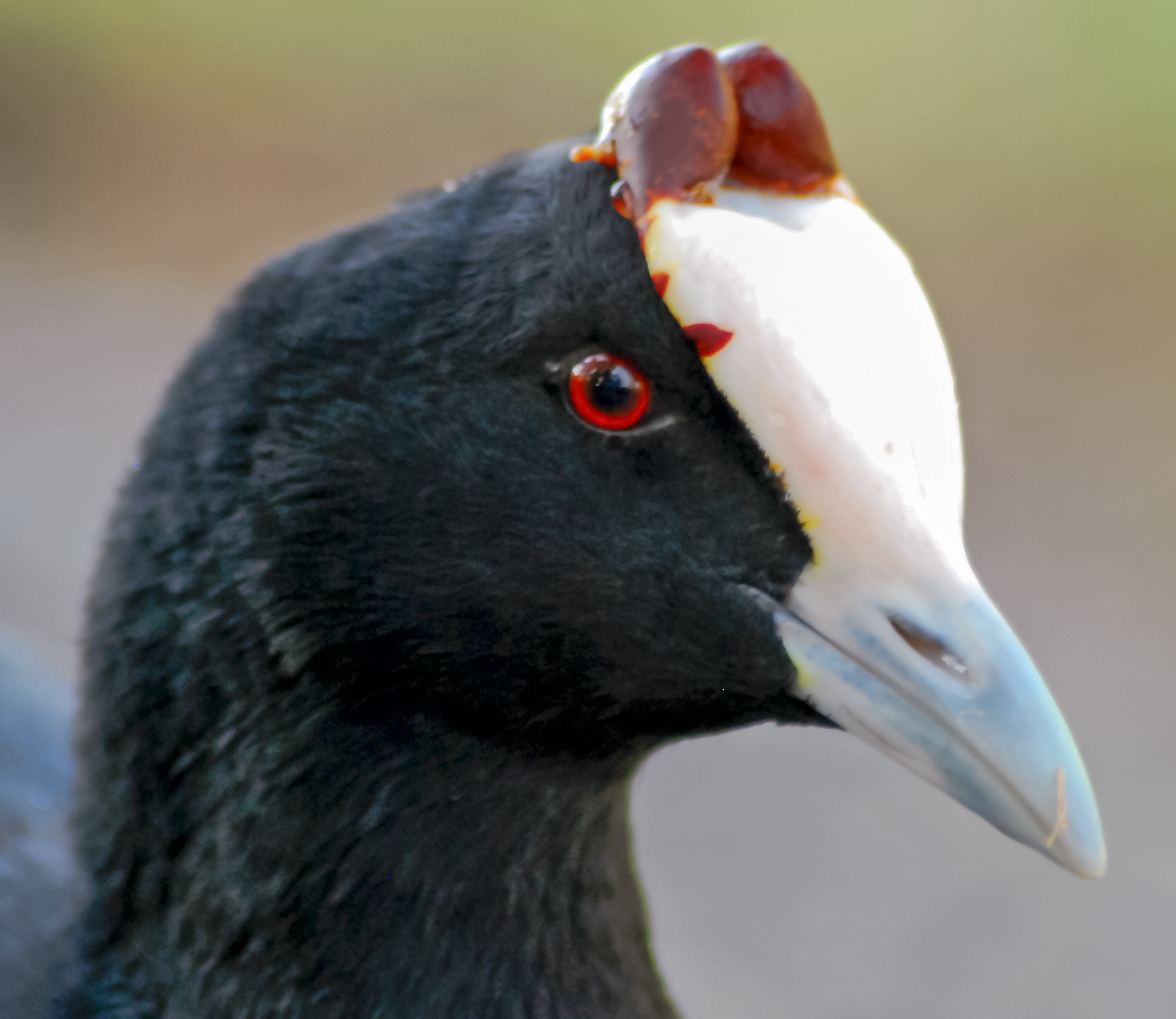
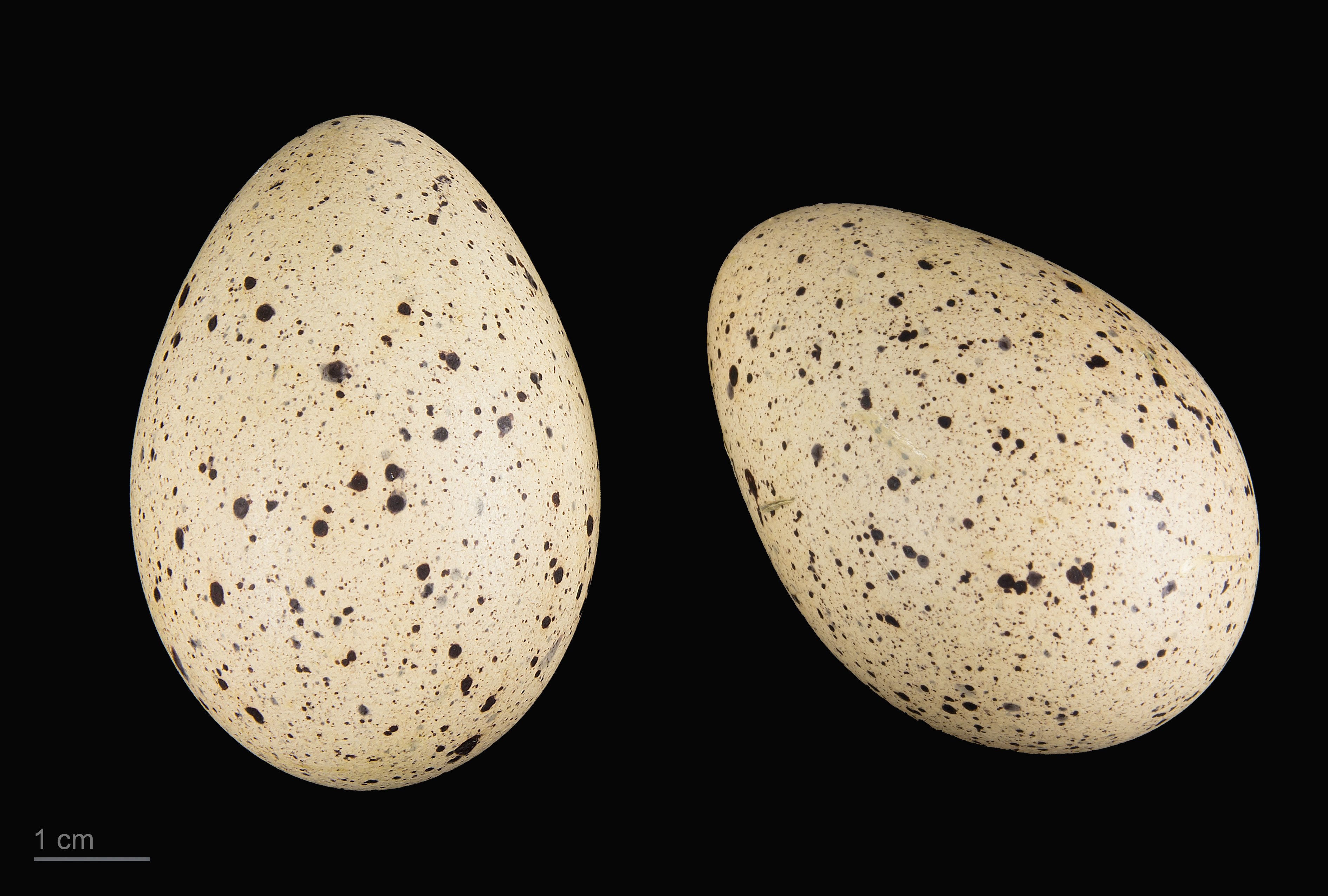
Museum